# NK Istra Tar
NK Istra Tar je hrvatski nogometni klub iz Tara iz općine Tar-Vabriga.

## Povijest
Nogometni klub Istra Tar osnovan je 1968. godine. Svoje domaće utakmice igraju na Igralištu Istre, te poput pulske Istre nastupaju u žutim dresovima.
Trenutačno se natječu u 1. županijskoj nogometnoj ligi Istarske županije.

## Vanjske poveznice
- Nogometni savez Istarske županije  Arhivirana inačica izvorne stranice od 16. rujna 2008. (Wayback Machine)